# (2612) Kathryn
(2612) Kathryn ist ein Asteroid des Hauptgürtels, der am 28. Februar 1979 vom US-amerikanischen Astronomen Norman G. Thomas am Lowell-Observatorium entdeckt wurde.
Er wurde nach Kathryn Gail Thomas-Hazelton, der Tochter des Entdeckers, benannt.